# Королевский колледж Лондона
Короле́вский ко́лледж Ло́ндона (англ. King’s College London, KCL, также King's) — один из самых крупных, старейших и наиболее престижных университетов Англии, колледж-основатель Лондонского университета (входит в его состав). Наряду с Университетским колледжем Лондона и Лондонской школой экономики составляет один из «углов» так называемого «золотого треугольника» (два других «угла» — это Оксфордский и Кембриджский университеты). Также входит в элитное объединение университетов Великобритании Russell Group.

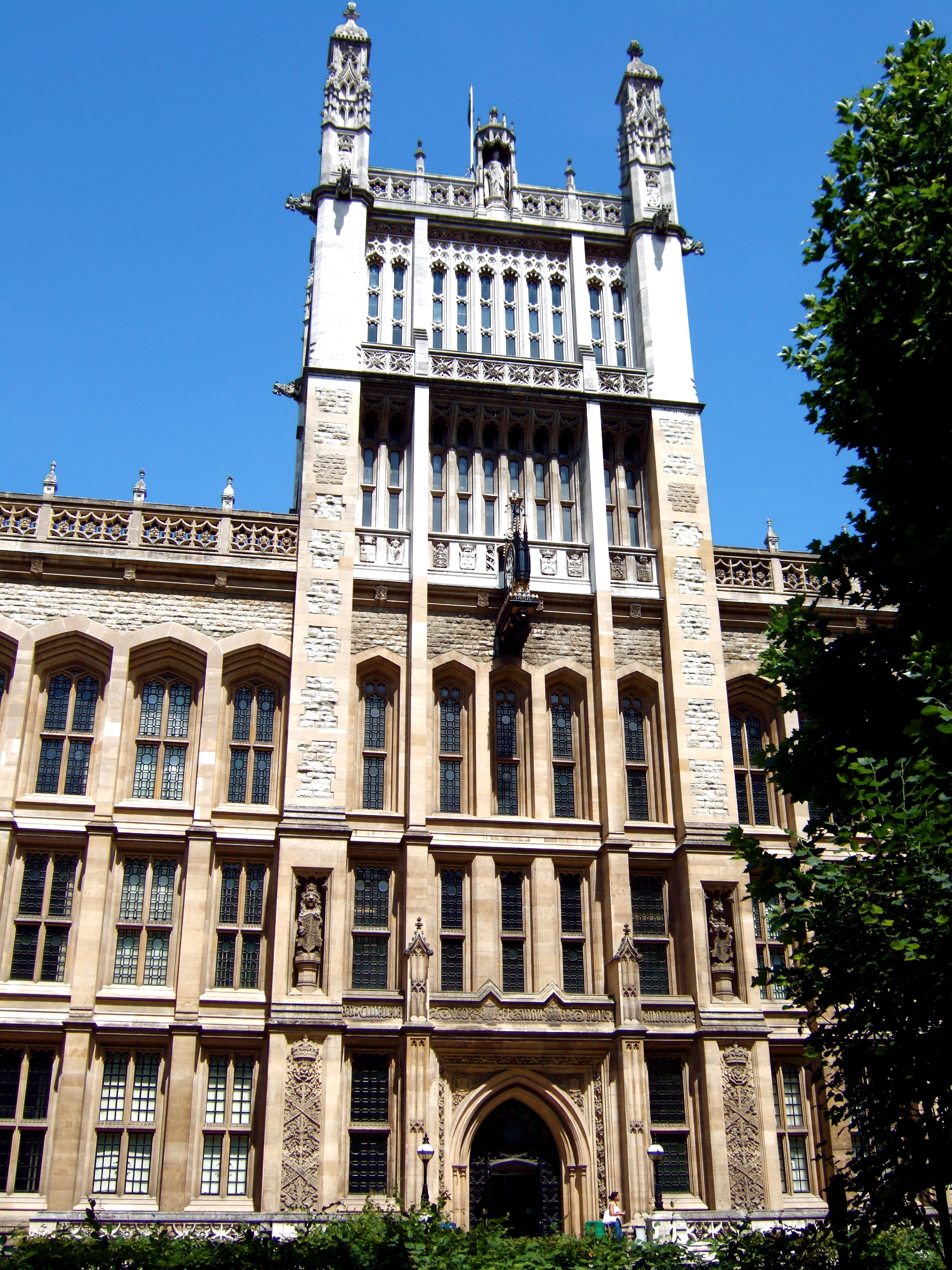

Это один из двух колледжей, образовавших Лондонский университет в 1836 году. Королевский колледж претендует на звание третьего старейшего университета Англии после Оксфордского и Кембриджского университетов. Признан одним из ведущих университетов мира как в области образования, так и в научной деятельности. Королевский колледж занимает 25 место в рейтинге лучших университетов мира, а отдельные дисциплины входят в топ-10 лучших в мире.
В капелле колледжа установлен орган знаменитой фирмы Henry Willis & Sons.

## Преподаватели и выпускники
Среди выпускников колледжа — известные политики, главы государств, юристы, 32 депутата Британского парламента, писатели Артур Кларк, Джон Китс, Сомерсет Моэм, Вирджиния Вулф, бас-гитарист группы Queen Джон Дикон.
- Джайлс Флетчер
- Сиама, Деннис Уильям
- Гарри Килворт
- Хушвант Сингх
- Роджер Хокинс
- Кипрос Николаидис
- Сентурион, Хуан Крисостомо
- Стамп, Лоренс Дадли — географ XX века, профессор Лондонской школы экономики и политических наук и Ранугнского университета.
- Роджерс, Джеймс Эдвин Торолд — экономист, историк, политический деятель XIX века
- Рис, Дэвид Аллан
- Пи́тер Уэр Хиггс